# Hermann Robolsky
Hermann Robolsky (* 10. März 1822 in Neuhaldensleben; † 12. Dezember 1901 in Berlin-Moabit) war ein deutscher Pädagoge und Publizist.

## Leben
Hermann Robolsky studierte von 1841 bis 1844 Theologie in Halle und Berlin, arbeitete als Hauslehrer in Mähren und Ungarn und war ab 1850 als Lehrer in Perleberg angestellt. In Leipzig wurde er 1854 zum Dr. phil. promoviert. Danach war er Lehrer in Stettin, wo er die Redaktion der Norddeutschen Zeitung übernahm. Im Jahr 1862 kam er nach Berlin und betätigte sich spätestens ab etwa 1870 (Deutsch-Französischer Krieg) hauptberuflich als Publizist.
Während seines Schuldienstes verfasste Robolsky einige Lehrbücher für den Unterricht an deutschen Schulen, unter anderem auch in englischer und französischer Sprache. Zwischen 1862 und 1898 schrieb er 53 Bücher, darunter zahlreiche zeitgenössische und sozialkritische Werke über das deutsche Kaiserhaus und Reichskanzler Otto von Bismarck und bediente sich hierbei auch gelegentlich der Pseudonyme Heinrich Wiermann, Ernst von Redern, A. von Unger und Hans von Schellbach. Er gilt deshalb unter Historikern etwas abwertend als „Vielschreiber“. Einige seiner Werke wurden allerdings auch in anderen Sprachen herausgegeben.
Auch sein Vater Heinrich Robolsky und seine Töchter Antonie und Katharina waren schriftstellerisch tätig.